# Jerzy Stępień

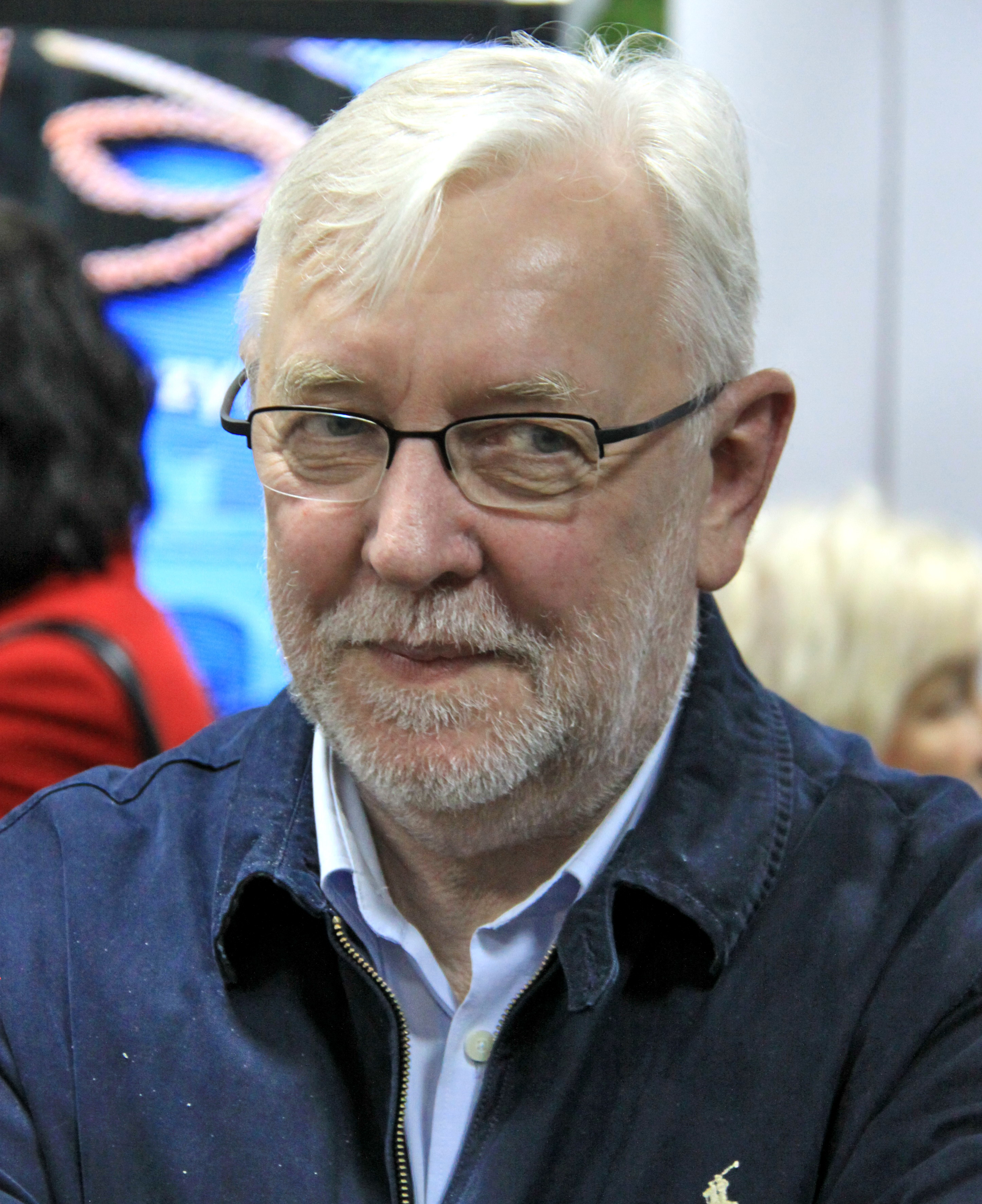
Jerzy Stępień im Jahr 2011

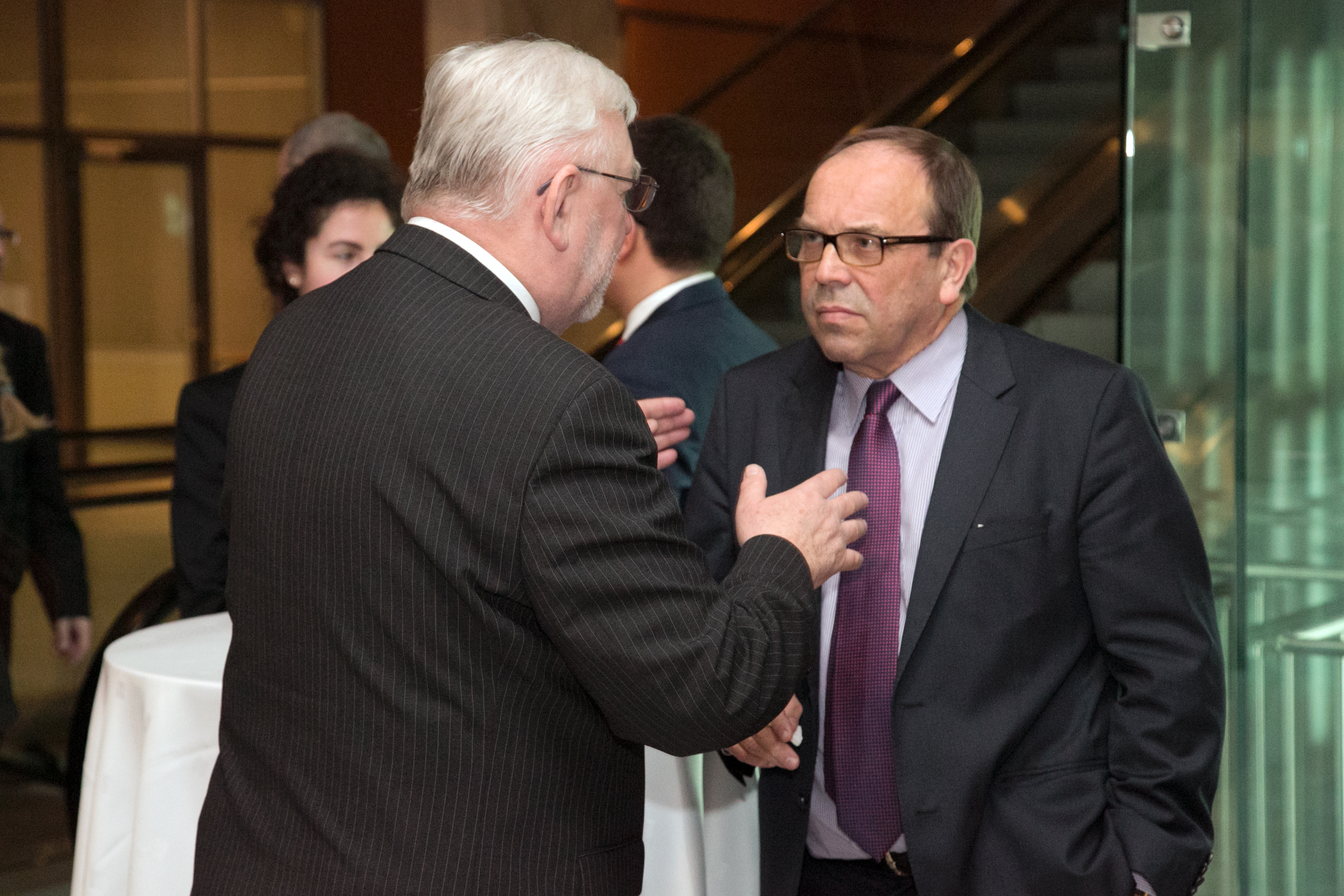
Jerzy Stępień (links) im Gespräch mit Mieczysław Groszek anlässlich der Präsentation der Galeria Chwały Polskiej Ekonomii in der Warschauer Börse im Frühjahr 2014

Jerzy Adam Stępień (* 7. September 1946 in Staszów) ist ein polnischer Jurist und Politiker. Von 2006 bis 2008 war er Präsident des Verfassungsgerichtshofs der Republik Polen.

## Leben
1969 schloss Stępień sein juristisches Studium an der Universität Warschau ab. Er schlug zunächst die Laufbahn eines Richters ein und war ab 1973 am Landgericht in Kielce und ab 1975 am Oberlandesgericht als Richter tätig. In den Jahren 1979 bis 1989 arbeitete er als Rechtsanwalt.
1980 gehörte er zu den Gründungsmitgliedern der Solidarność in der Region Heiligkreuz und übernahm dort eine Vorstandsfunktion. Stępień war an Verhandlungen des Runden Tisches beteiligt. Von 1989 bis 1993 war er als Vertreter der Woiwodschaft Kielce Mitglied des Senates der Republik Polen der ersten und zweiten Wahlperiode. 1989 trat er dabei als Kandidat des Bürgerkomitees an, 1991 als Parteiloser. 1993 trat er der Partei der Christlichen Demokraten bei.
In den Jahren 1997 bis 1999 diente er in der Regierung von Jerzy Buzek als Vize-Minister im polnischen Innenministerium. Im Juni 1999 wurde er vom Sejm zum Richter des Verfassungsgerichtes gewählt. Am 4. November 2006 ernannte ihn der polnische Staatspräsident zum Vorsitzenden dieses Gerichtes. Die Funktion übte er knapp zwei Jahre aus, am 25. Juni 2008 schied er aus dem Verfassungsgericht aus. In Folge war er als Leiter des Institutes für Zivilgesellschaft und Sozialpolitik (Instytut Przestrzeni Obywatelskiej i Polityki Społecznej) an der Warschauer Łazarski-Hochschule tätig.

## Auszeichnungen
Stępień ist Träger verschiedener hoher Auszeichnungen. Dazu gehören das Komturkreuz des Ordens Polonia Restituta (2010), das Komturkreuz des Ordens des litauischen Großfürsten Gediminas (2008), das Verdienstkreuz der Republik Polen (2006), die Gloria-Artis-Medaille für kulturelle Verdienste sowie die vom Landesgerichtsrat (Krajowa Rada Sądownictwa) vergebene Medaille für Verdienste um die Justiz (Bene Merentibus Iustitiae).